# Dababa
Dababa er et af de tre departementer, som udgør regionen Hadjer-Lamis i Tchad.
12°23′N 17°04′Ø / 12.38°N 17.06°Ø